# Nothopleurus cariosicollis
Nothopleurus cariosicollis är en skalbaggsart som först beskrevs av Leon Fairmaire 1877.  Nothopleurus cariosicollis ingår i släktet Nothopleurus och familjen långhorningar.
Artens utbredningsområde är Fiji. Inga underarter finns listade i Catalogue of Life.